# Зима Анатолій Григорович
Анатолій Григорович Зима (нар. 9 жовтня 1945, СРСР) — колишній радянський футболіст, захисник.

## Молодіжна кар'єра
Вихованець футбольного клубу «Шахтар» (Донецьк).

## Клубна кар'єра
За свою ігрову кар'єру встиг пограти в трьох різних футбольних лігах:
у вищій - 86 матчів за «Шахтар», в першій - 140 матчів, 1 гол за СКА, «Молдову/Ністру» і «Зірку», в другій - 64 матчі за СКА і «Суднобудівник».
8 червня 1966 року дебютував у вищій лізі чемпіонату СРСР в матчі 11-го туру 1-ї групи класу «А» проти єреванського Арарату (3:0).

## Тренерська кар'єра
У 1979 році працював головним тренером «Педінституту» з Кишиніва.